# Gorges de l'Albarine
Les gorges de l'Albarine sont des gorges situées dans le Bas-Bugey, dans le massif du Jura, creusées par la rivière de l'Albarine.

## Géographie
Les gorges de l'Albarine sont dirigées dans un axe est/ouest, puis nord/sud. Elles s'étendent sur 7 km de long entre de la cascade de la Charabotte, en aval de Hauteville-Lompnes, et le village de Tenay où la rivière rejoint la cluse des Hôpitaux pour se diriger vers le nord-est.
La principale route remontant la gorge est la RD21. Elle relie Tenay au sud à Nantuy au nord sur le plateau d'Hauteville. Elle longe ce faisant le versant oriental de la vallée. Une route secondaire, la D53, débute aux environs du village de Chaley dans le talweg de la vallée et serpente vers le plateau par le versant occidental de la vallée, avant d'arriver sur le plateau à Lacoux. La D21 est à une altitude de 330 mètres environ à son point bas de Tenay et débouche sur le plateau d'Hauteville à une altitude comprise en 750 et 800 mètres. Du fait de son caractère montagneux, la route est régulièrement fermée du fait d'éboulements, ou de travaux de renforcement de la falaise.
Au début du XXe siècle, un projet de voie ferrée d'intérêt local entre Tenay et Hauteville est lancé dans ce secteur mais il n'aboutit pas. L'ébauche de liaison comporte plusieurs tunnels. Au XXIe siècle, ce parcours devient un sentier de randonnée non officiel qui est même interdit du fait des risques de chute mortelle.

## Galerie

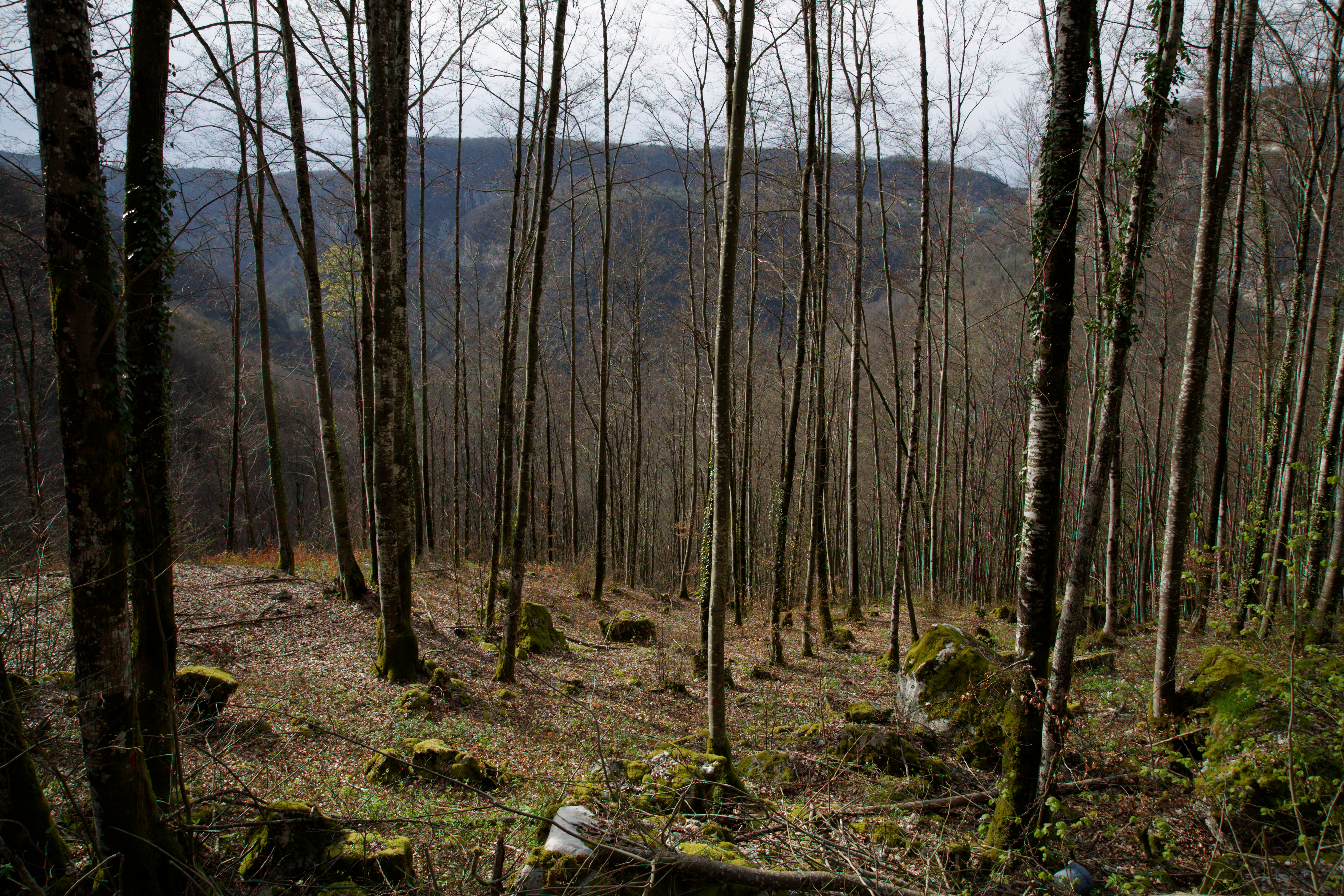
Paysage de forêt dans les gorges de l'Albarine
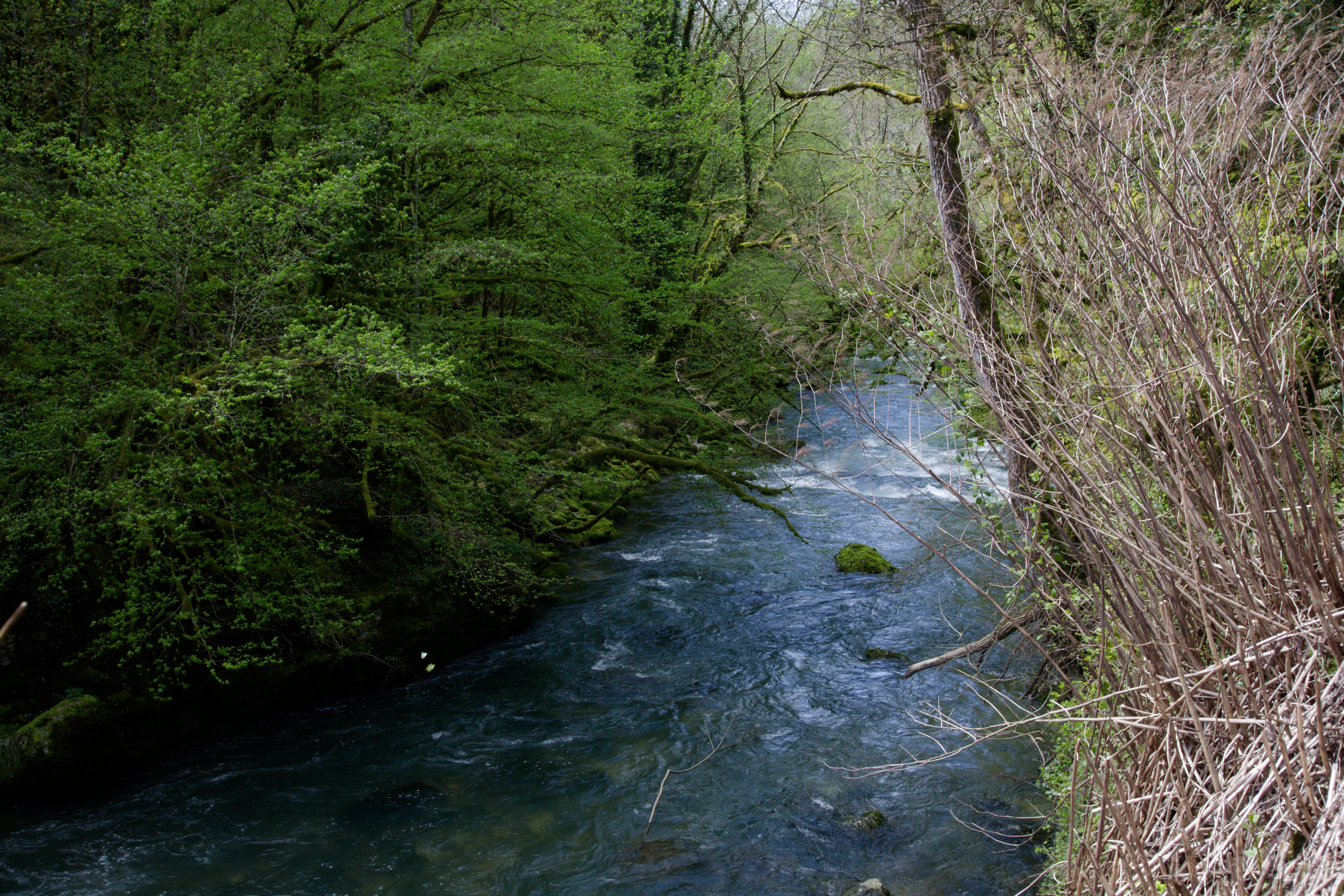
L'Albarine à quelques kilomètres au nord de Tenay, le long de la route D21.
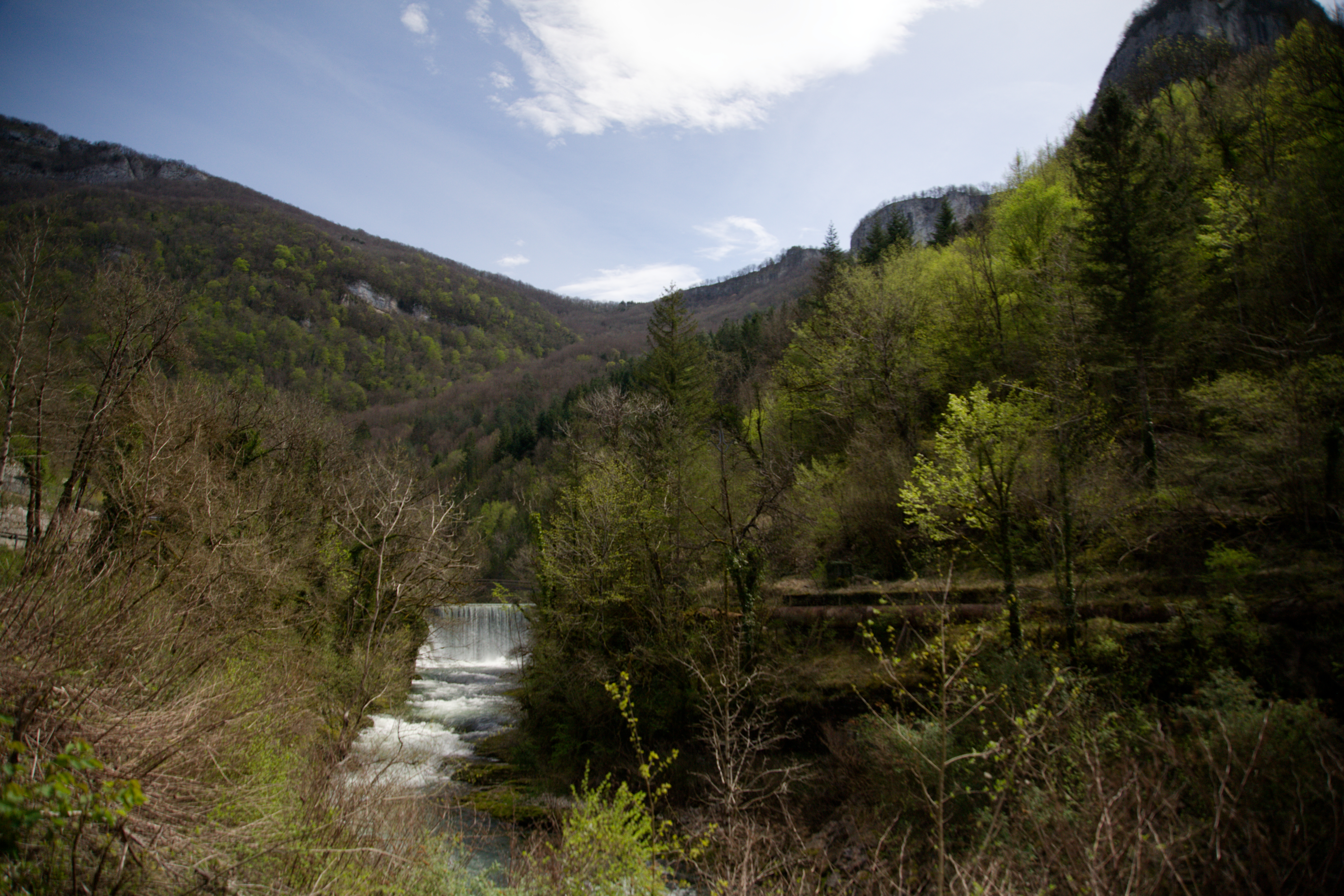
Cascade artificielle de la rivière de l'Albarine au niveau d'un seuil au lieu-dit Moulin à ciment à Tenay (Ain, France)